# 터너 필드
터너 필드(Turner Field)는 미국 조지아주 애틀랜타에 있는 야구장이다. 미국 메이저 리그 내셔널리그에 소속된 프로야구팀 애틀랜타 브레이브스의 홈구장으로 1996년 7월 19일 개장했다. 수용인원은 5만 97명이다. CNN의 창설자이기도 한 구단주 테드 터너가 1996년 하계 올림픽의 메인 경기장(센테니얼 올림픽 스타디움)으로 쓴 후, 야구장으로의 전환을 조건으로 건설하였다. 2017 시즌부터는 새 홈구장인 선트러스트 파크로 이전했다.
애틀랜타 브레이브스가 새 홈구장으로 이전한 이후에는 조지아 주립 대학교에서 인수하여 미식축구 경기장으로 개조하여 사용하고 있으며, 이름도 조지아 스테이트 스타디움(Georgia State Stadium)으로 변경했다.